# Landesmuseum Mainz

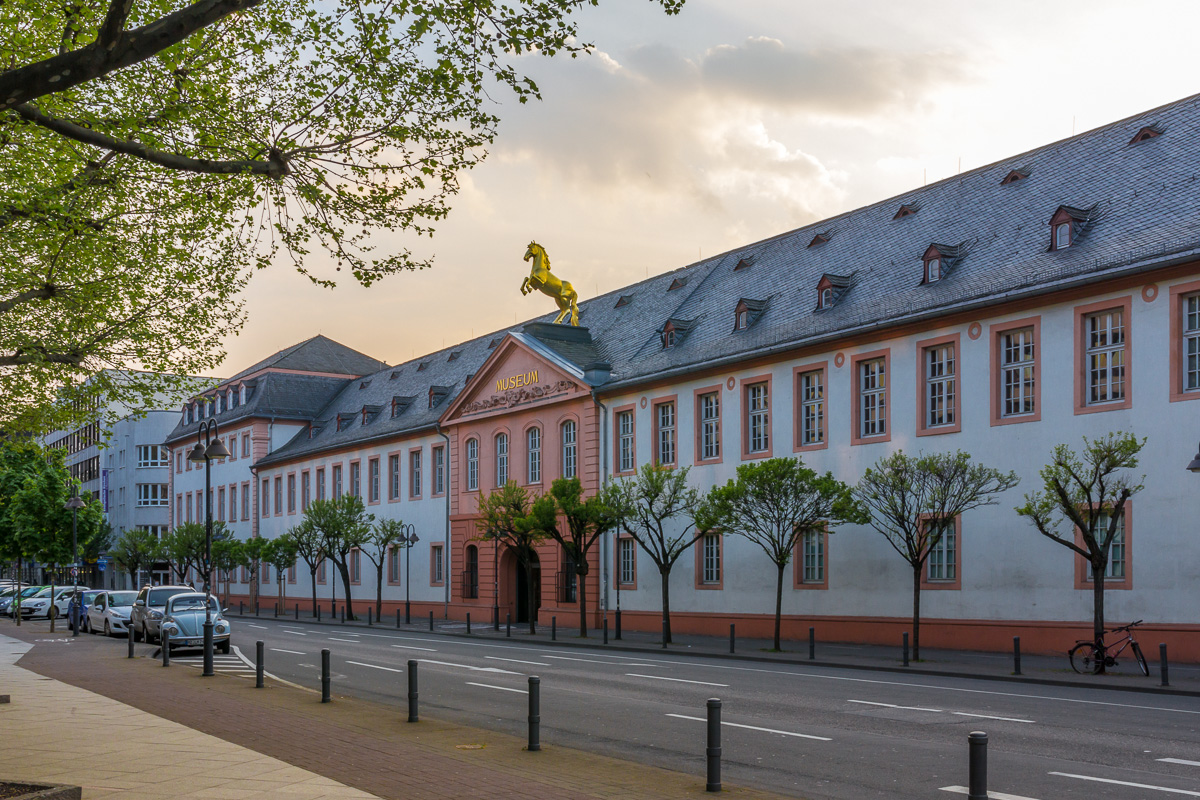
Landesmuseum Mainz im Frühjahr 2013

Das Landesmuseum Mainz (frühere Namen: Städtische Gemäldegalerie; Altertumsmuseum; Mittelrheinisches Landesmuseum) ist eines der ältesten Museen in Deutschland. Eine seiner Vorgängerinstitutionen, die Städtische Gemäldesammlung, wurde bereits 1803 von Jean-Antoine Chaptal auf Veranlassung Napoleon Bonapartes durch eine Schenkung von 36 Gemälden initiiert und durch die Stadt Mainz gegründet. Das Museum, welches sich heute im ehemaligen kurfürstlichen Marstall befindet, gehört seit 2009 zur Generaldirektion Kulturelles Erbe Rheinland-Pfalz und zusammen mit dem Römisch-Germanischen Zentralmuseum und dem Gutenberg-Museum zu den bedeutenden Museen in Mainz. Seine kunst- und kulturgeschichtliche Sammlung erstreckt sich von der Vorgeschichte über die römische Zeit, das Mittelalter und den Barock bis hin zum Jugendstil und der Kunst des 20. Jahrhunderts. Von 2004 bis 2010 wurde das Landesmuseum Mainz für insgesamt 32 Millionen Euro teilsaniert und neuesten museumspädagogischen und technischen Anforderungen angepasst.

## Geschichte

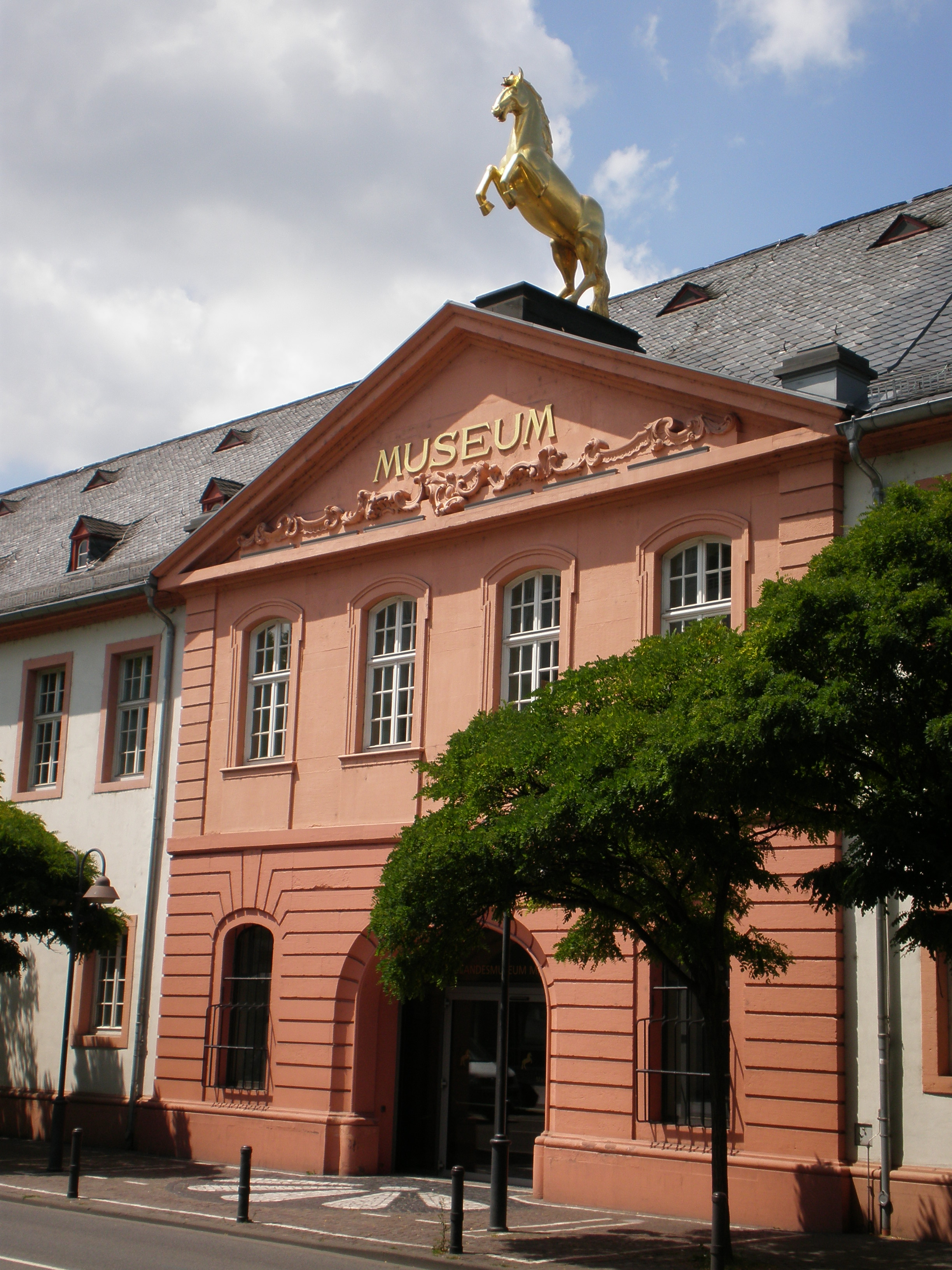
Landesmuseum Mainz in der ehemaligen Golden-Ross-Kaserne – Eingangsbereich mit namensgebender Dachfigur, im Juni 2009

1803 ließ Napoleon Bonaparte der „bonne ville de l’Empire“ und Hauptstadt des Départements Donnersberg Mayence 36 Gemälde zur Gründung einer Gemäldegalerie überweisen. Diese Gemäldesammlung wurde zusammen mit Altarbildern aus Mainzer Kirchen und der Sammlung römischer Funde, vor allem Steindenkmäler, in einer so genannten Antiquitätenhalle ausgestellt. Im gesamten 19. Jahrhundert und beginnenden 20. Jahrhundert wurde die Gemäldesammlung fortlaufend erweitert. Dies geschah zum Beispiel durch die Zusammenlegung der Gemäldegalerie mit dem städtischen Kupferstichkabinett oder der 1903 erfolgten Schenkung von circa 13.000 Graphiken durch den Mainzer Justizrat Adolf Laské. Die Sammlung der römischen Funde wurde im Altertumsmuseum mit kunsthandwerklichen Objekten aus Mittelalter und Barock zusammengefasst und ebenfalls ausgebaut. Der bedeutende Bestand der römischen Steindenkmäler erfuhr durch die intensiven Baumaßnahmen in dieser Zeit großen Zuwachs, so zum Beispiel durch das Original des Dativius-Victor-Bogens oder die Große Mainzer Jupitersäule.
1937 erfolgte der Umzug des Altertumsmuseums und nach dem Krieg der der Gemäldegalerie aus dem Kurfürstlichen Schloss in den ehemaligen kurfürstlichen Marstall an der Großen Bleiche, der im 19. Jahrhundert als Kaserne genutzt worden war. Das wegen der überlebensgroßen goldenen Pferdefigur auf dem Dach im Volksmund als „Golden-Ross-Kaserne“ bezeichnete Gebäude steht an der Großen Bleiche und damit in direkter Nachbarschaft zum Römisch-Germanischen Zentralmuseum im Kurfürstlichen Schloss. Trotz Zerstörung der Gebäude bei Fliegerangriffen überstanden die Sammlungsbestände wegen sorgfältiger und rechtzeitiger Auslagerung und aufwendiger Sicherungsmaßnahmen relativ unbeschadet den Zweiten Weltkrieg. 1962 konnte nach umfangreichen Bau- und Sanierungsmaßnahmen die Wiedereröffnung am alten Standort gefeiert werden. 1967 übernahm das Land Rheinland-Pfalz die Finanzierung und es kam endgültig zum Zusammenschluss von Altertumsmuseum, Gemäldegalerie und Graphischer Sammlung zum „Mittelrheinischen Landesmuseum Mainz“ bei guter finanzieller und personeller Ausstattung.
Einer der prägenden Köpfe in der Museumsleitung war Wilhelm Weber, der von 1978 bis 1983 Direktor des Museums war. Er richtete neue Abteilungen ein und baute Vorhandenes für eine zeitgemäße und angemessene Präsentation aus: Abteilung für Römische Kunst, Abteilung für Judaica, Abteilung für Mittelalter und Neuzeit. Durch den Neuerwerb bedeutender Gemälde, unter anderem von Marc Chagall und Pablo Picasso, festigte er den Ruf des Museums nachhaltig. Sein Nachfolger Berthold Roland baute die Sammlungen weiter aus, setzte neue Schwerpunkte vor allem für die Kunst des 20. Jahrhunderts und erzielte mit gut besuchten Sonderausstellungen eine breite Außenwirkung.
1978 wurde der Museumskomplex mit dem Wiederaufbau des Seitenflügels und der Errichtung eines Ausstellungspavillons (heute wieder abgerissen) im Innenhof des Marstalls erweitert. 1986 wurde im Zuge neuer kulturpolitischer Schwerpunktbildungen des Landes eine Umbenennung in „Landesmuseum Mainz“ vorgenommen. Das Landesmuseum Mainz wurde von 2004 bis 2010 in größerem Umfang saniert und nach modernen Gesichtspunkten der Museumspädagogik umgestaltet. Die Kosten hierfür betrugen insgesamt 32 Millionen Euro. Die Bauarbeiten fanden in verschiedenen Umbaustufen statt, bei denen das Museum insgesamt vier Monate komplett geschlossen werden musste. Im Mai 2007 wurde bereits eine erste Teileröffnung vorgenommen. Ziel der Umbauarbeiten war die Modernisierung der Ausstellungsräume, die Integration moderner Präsentations- und Multimediatechniken sowie die komplette Barrierefreiheit der Museumsräumlichkeiten für behinderte Besucher. Neben der neu gestalteten Eingangshalle mit einem umgestalteten Museumsshop und der neu entstandenen Glasarkade zum Innenhof gibt es auch den neuen Zeitraum, einen Aktionsraum für Jung und Alt, in dem auf spielerische Weise Zugang zu den Epochen der Kunstgeschichte erfahrbar wird.
Im März 2010 wurde das Landesmuseum wieder mit allen Sammlungen und Ausstellungen (außer den Abteilungen Vor- und Frühgeschichte und Römische Steindenkmäler) eröffnet. Zuvor vom Museum benutzte Räumlichkeiten in den benachbarten Eltzer Höfen mussten hingegen aufgegeben werden und stehen seitdem leer. Auch bedeutende Exponate konnten nach den Umbaumaßnahmen aus Platzmangel in den neuen Räumlichkeiten nicht mehr gezeigt werden. Zum 1. September 2010 wurde die Kunsthistorikerin Andrea Stockhammer Direktorin des Museums. Im Mai 2013 wurde die Steinhalle mit der Sammlung römischer Steinmonumenten wieder eröffnet und 2015 erneut geschlossen und vollständig geräumt, da hier ab 2016 vorübergehend der Landtag von Rheinland-Pfalz tagen wird.
Der große Innenhof ist 2014 neu gestaltet wieder eröffnet worden. Hier werden im Wechsel zeitgenössische Skulpturen präsentiert. Zusätzlich wird der Innenhof auch bei Sonderausstellungen für Veranstaltungen im Rahmen des museumspädagogischen Angebots genutzt. Am 1. August 2017 wurde Dr. Birgit Heide zur hauptamtlichen Direktorin des Landesmuseums ernannt.
Liste der Direktoren
- Ludwig Lindenschmit der Ältere
- Ernst Neeb (1910–1934)
- Heinz Biehn (1935–1938)
- Peter Thaddäus Keßler (1939–1944)
- Rudolf Busch (1945–1949)
- Fritz Arens (1949–1952)
- Karl Heinz Esser (1952–1977)
- Wilhelm Weber (1978–1983)
- Berthold Roland (1983–1993)
- Gisela Fiedler-Bender (1993–2000)
- Isabella Fehle (2001–2010)
- Andrea Stockhammer (2010–2016)
- Birgit Heide (2016–2017 kommissarisch, seit 1. August 2017 Hauptamtlich)

## Organisation und Struktur
Das Landesmuseum Mainz ist der Generaldirektion Kulturelles Erbe (GDKE) des Bundeslandes Rheinland-Pfalz zugeordnet. Dort ist es eine von insgesamt sechs Direktionen, die der GDKE unterstehen. Der Leitung des Landesmuseums Mainz unterstehen vor Ort insgesamt 23 Mitarbeiter, die Max Slevogt-Galerie auf Schloss Villa Ludwigshöhe wird als Außenstelle von Mainz aus mit betreut.
Seit 2014 ist das Slevogt-Archiv (ehemals Neukastel) in der Obhut des Landesmuseums Mainz, nachdem das Land Rheinland-Pfalz mit Unterstützung u. a. der Kulturstiftung der Länder diesen Ateliernachlass Slevogts (grafischer Nachlass) von den Urenkeln des Künstlers ankaufen konnte.
Der Bestand des Museums ist in einzelne Abteilungen zusammengefasst, die jeweils von einem Wissenschaftler geleitet werden. Fachabteilungen sind Gemälde/Skulptur, Graphische Sammlung, Kunsthandwerk und Archäologie. Die Aufgaben übergreifender Bereiche sind Haustechnik, Museumspädagogik und Restaurierung, letztere nochmals unterteilt in Gemälde, Papier, Stein/Glas/Keramik sowie Holz/Metall. Administrative Arbeiten im Verwaltungs-, Personal-, Finanz- und Kommunikationsbereich werden teilweise von der Zentrale der GDKE in Koblenz aus wahrgenommen.

## Die Sammlung
Das Landesmuseum Mainz weist einen thematisch breit gefächerten Sammlungsbestand auf. Die Kunstsammlung ist die größte und bedeutendste in Rheinland-Pfalz. Mit über 2000 Einzelexemplaren zählt die Sammlung römischer Steindenkmäler zu den größten nördlich der Alpen und bewahrt zudem Exponate mit hohem Bekanntheitsgrad wie beispielsweise die „Große Mainzer Jupitersäule“. Die Graphische Sammlung ist mit einem Bestand von über 45.000 Aquarellen, Zeichnungen und Druckgraphiken sowie mittelalterlicher Miniaturen des 14. bis 16. Jahrhunderts und Ansichten von Mainz die größte und bedeutendste in Rheinland-Pfalz. Erwähnenswert sind außerdem noch die Sammlungen von Jugendstilglas sowie die von Höchster Porzellan aus der ehemaligen kurfürstlich-mainzischen Porzellanmanufaktur.

### Vorgeschichtliche und Römische Abteilung
Die Abteilungen Vorgeschichte und Römer sind derzeit (2014) wegen Umbaumaßnahmen geschlossen. Dieser Teil der Sammlung des Landesmuseums umfasst Exponate aus der Zeit von circa 300.000 v. Chr. bis um Christi Geburt, welche im Raum Mainz gefunden wurden. Bei den älter datierten Sammlungsstücken ist die „Venus vom Linsenberg“, eine Frauenstatuette aus der Altsteinzeit (datiert circa 23.000 v. Chr.) erwähnenswert. Eine weitere, ähnliche Figur ist nur fragmentarisch erhalten: Diese beiden Skulpturen können als die ältesten im Mainzer Raum erhaltenen Kunstwerke angesehen werden. Auch der ausgestellte Depotfund von fünf Prunkbeilen aus Mainz-Gonsenheim hat eine überregionale Bedeutung. Es handelt sich um polierte flache Jadeitbeile aus der späten Jungsteinzeit (2800 v. Chr. bis 2200 v. Chr.), die aus den Seealpen nach Mainz importiert wurden.
Aus dem 2. Jahrhundert v. Chr. datiert das so genannte „Wallertheimer Hündchen“. Die nur 2,1 cm lange und 1,6 cm hohe Figur aus blauem, mit weißen und gelben Glasfäden verziertem Glas fand sich in einem keltischen Doppelgrab in der rheinhessischen Gemeinde Wallertheim. Ebenfalls aus keltischer Zeit sind die Beigaben des „Fürsten- oder Wagengrabes aus Armsheim“.
In dieser Abteilung sind weiterhin römische Funde aus Glas, Keramik und Bronze, Kunst- und Alltagsgegenstände und Wandmalereien zu sehen. Eine umfangreiche römische Glassammlung, die eine der bedeutendsten nördlich der Alpen ist, gehört zum besonderen Bestand dieses Hauses.

### Römische Abteilung (Steindenkmäler)

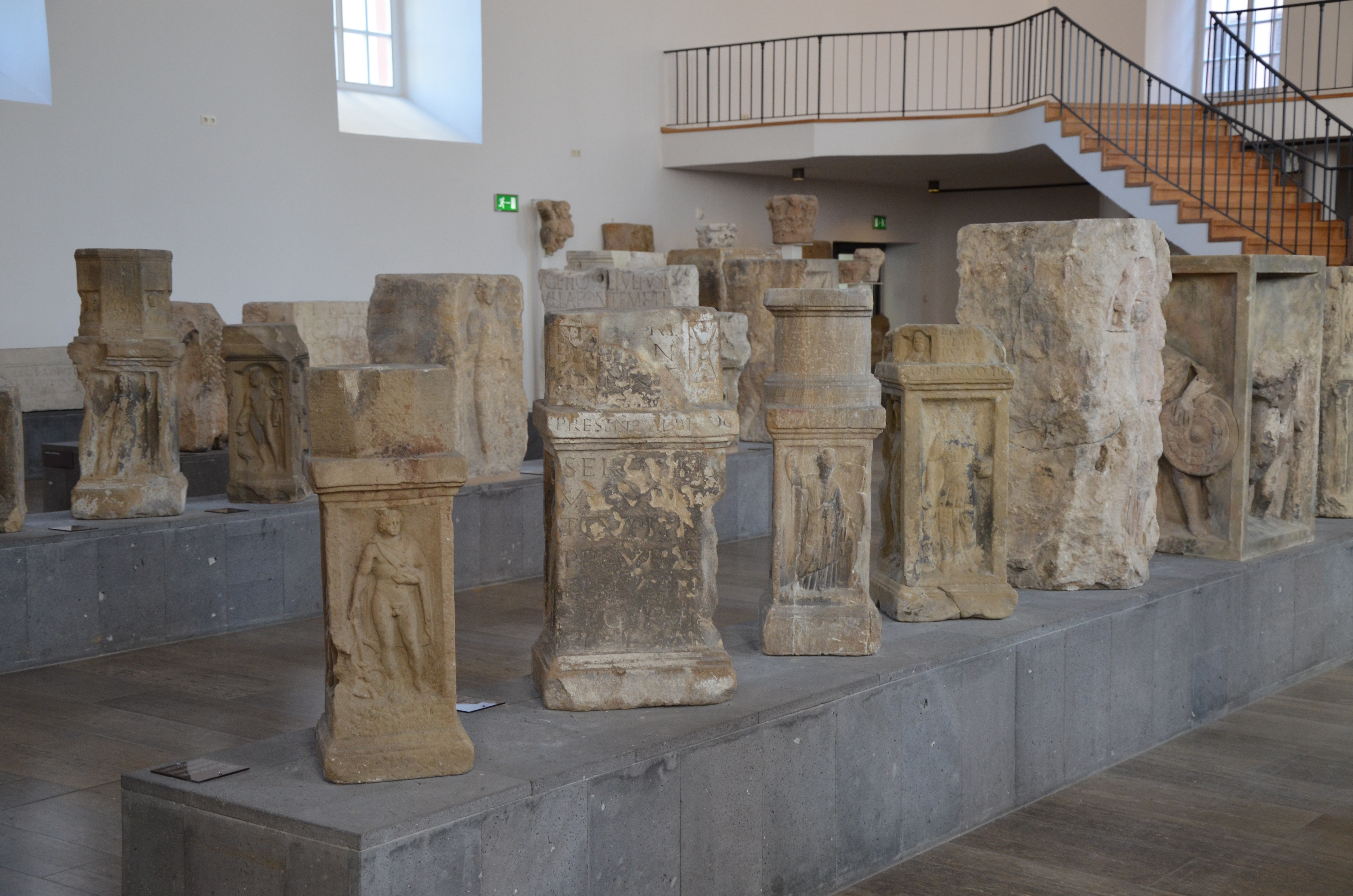
Blick in die Steinhalle im Jahr 2013

Die Sammlung der römischen Steindenkmäler umfasst über 2000 einzelne Stücke. Davon sind circa 1050 vollständig oder fast vollständig erhalten. Die in der Sammlung enthaltenen Denkmäler umfassen (vorwiegend) militärische und zivile Grabsteine, Altäre und Weihungen, Legionsinschriften, Viergöttersteine, Reliefs, Sarkophage, Plastiken, Kaiserinschriften, Architekturteile und Meilensteine. Die Sammlung wurde bis 2006 in der so genannten „Steinhalle“, der ehemaligen Reithalle des Marstalls präsentiert und sind derzeit nicht öffentlich ausgestellt. Die Sammlung soll zukünftig in dem neu geplanten „Archäologischen Zentrum Mainz“ in der südlichen Altstadt zu sehen sein.
Die ältesten Stücke der heutigen Sammlung wurden bereits 1525 durch Johannes Huttich in Buchform publiziert und vor allem im 18. Jahrhundert von Pater Joseph Fuchs in seinem Werk „Alte Geschichte von Mainz“ beschrieben und als Kupferstiche abgebildet. Nach Fuchs’ richtungsweisender Arbeit rückte die Erweiterung, Untersuchung und publizistische Auswertung der Sammlung in den Vordergrund. Friedrich Lehne erweiterte Anfang des 19. Jahrhunderts die Sammlung durch Grabungen im ehemaligen römischen Militärfriedhof im Zahlbachtal, nachhaltig unterstützt durch den damaligen französischen Präfekten Jeanbon St. André. Goethe besuchte 1815 eigens Mainz, „um die Altertumssammlung und eine Anzahl schätzbarer Gemälde“ anzuschauen. Goethe wies später in einem eigenen Aufsatz und mehreren Briefen auf die Bedeutung der Mainzer Sammlung hin.
Zu den besonders hervorzuhebenden Ausstellungsstücken gehören:

#### Kopf einer Göttin (auch: „Kopf der Rosmerta“)
1844 wurden im heutigen Mainzer Vorort Finthen die Überreste eines dem Mercurius geweihten Heiligtums entdeckt. Neben mehreren ihm geweihten Altären fand sich dort auch ein lebensgroße Kopf aus Bronze (Inv. Nr. R 631), der ins 1./2. Jahrhundert n. Chr. datiert und als Bildnis der keltischen Göttin Rosmerta angesprochen wurde. Diese wurde häufig in Kultgemeinschaft mit dem römischen Gott Mercurius beziehungsweise seinem keltischen Pendant Mercurius Arvernus verehrt. Der qualitativ hochwertig gearbeitete Bronzekopf zeigt deutliche Einflüsse römischen Stils und wurde wahrscheinlich vor Ort in Mainz hergestellt.

#### Kopf eines Angehörigen des Julisch-Claudischen Kaiserhauses („Mainzer Marmorkopf“)
Gefunden wurde der lebensgroße Marmorkopf eines jungen Mannes (Inventar-Nummer 61/92) am 12. Mai 1961 bei Ausschachtungsarbeiten in der Josefstraße in der Mainzer Neustadt. Von Experten wurde der Kopf sehr schnell als „Jugendlicher Augustus“ angesprochen. Neuere Deutungen gehen allerdings von dem Porträt eines frühkaiserzeitlichen Prinzen des julisch-claudischen Kaiserhauses, des Gaius Caesar aus. Die hohe Qualität der Arbeit sowie die Tatsache, dass es sich um einen Marmorkopf handelt, lassen darauf schließen, dass es sich um eine Arbeit aus den kaiserlichen Werkstätten in Rom handelt. Aufgrund der unklaren Fundumstände – ein eher zufälliger Baggerfund ohne weiteren Fundkontext – wurde der Kopf von einigen Wissenschaftlern als neuzeitliches Werk des 19. Jahrhunderts oder sogar als Fälschung bezeichnet. Untersuchungen, unter anderem durch Erika Simon, Heinz Kähler, Friedrich Krinzinger, Bernard Andreae und zuletzt durch Hans G. Frenz, sowie Materialanalysen durch Edgar Denninger, wissenschaftlicher Lehrer für Werkstoffkunde am Institut für Technologie der Malerei an der Staatlichen Akademie der bildenden Künste in Stuttgart konnten diesen Verdacht allerdings entkräften. Die Qualität des Marmorkopfes und sein Fund an dieser Stelle stehen sehr wahrscheinlich im Zusammenhang mit der in der Nähe gefundenen Großen Mainzer Jupitersäule und dem Dimesser Ort, einem der Siedlungskerne des antiken Mogontiacum.

#### Große Mainzer Jupitersäule
Die Große Mainzer Jupitersäule (Inv. Nr. S 137) ist ein in der 2. Hälfte des 1. Jahrhunderts in Mogontiacum errichtetes Denkmal zu Ehren des römischen Gottes Jupiter. Sie gilt als die größte und aufwändigste Jupitersäule im deutschsprachigen Raum und war Vorbild für nachfolgende, vor allem im 2. und 3. Jahrhundert errichtete Jupiter- und Jupitergigantensäulen. Sie wurde in der Spätzeit des Römischen Reiches zerstört und 1904/1905 entdeckt und ausgegraben.

#### Dativius-Victor-Bogen
Die baulichen Überreste des Dativius-Victor-Bogens (Inv. Nr. S 685) wurden zwischen 1898 und 1911 bei Abbrucharbeiten der römisch-mittelalterlichen Stadtmauer im Bereich des Gautores gefunden. Der Dativius-Victor-Bogen gehört zu den eindrucksvollsten Monumenten der römischen Epoche nördlich der Alpen. Das Bauwerk stammt aus der Mitte des 3. Jahrhunderts und überspannte einst den Mitteldurchgang einer Säulenhalle eines öffentlichen Gebäudes in Mogontiacum. Vollständig erhalten ist die Stifterinschrift, wonach die Söhne des verstorbenen decurios (Ratsherrn) Dativius Victor den Bogen und eine Portikus (Säulenhalle) in dessen Vermächtnis, zu Ehren des Kaiserhauses und des Gottes Jupiter errichten ließen.
Eine Nachbildung des Bogens wurde bereits 1962 anlässlich der Mainzer 2000-Jahr-Feier auf dem Ernst-Ludwig-Platz in der Nähe des Römisch-Germanischen-Zentralmuseums aufgestellt.

#### Grabstein des Blussus und der Menimane

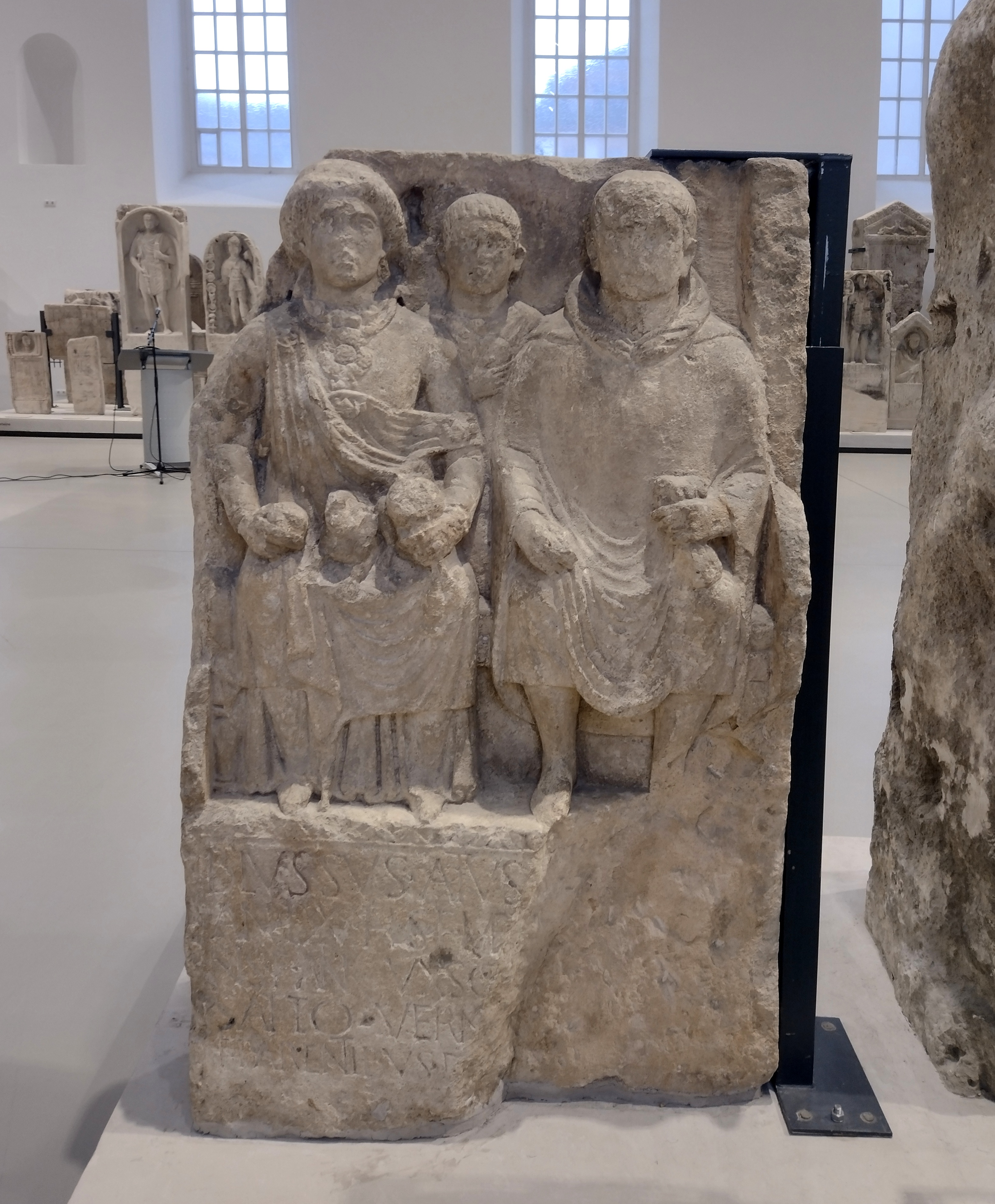
Grabstein des Blussus und der Menimane

Der Grabstein des Blussus (Inv. Nr. S 146) wurde bereits 1848 im heutigen Mainz-Weisenau gefunden. Der Grabstein, der zu den interessantesten kulturgeschichtlichen Zeugnissen der frühen römischen Geschichte von Mainz gehört, zeigt den keltischen nauta (Schiffer oder Schiffsbesitzer) Blussus, seine jüngere Frau Menimane und seinen Sohn Primus. Er entstand um die Mitte des 1. Jahrhunderts und gilt als deutlicher Beleg für die schnelle Romanisierung der keltischen Bevölkerung des vorrömischen Vicus in Weisenau. Der auf beiden Seiten reich skulptierte Grabstein zeigt die drei genannten Personen sehr detailliert in teils römischer, teils keltischer Tracht. Die keltische Frauentracht, die Menimane-Tracht, wurde nach der hier abgebildeten Frau benannt. Vorder- und Rückseite des Steins tragen fast gleichlautende Inschriften, die den Dargestellten als „Blussus, des Atusirius Sohn, Schiffer, 75 Jahre alt …“ ausweisen; die Inschrift der Vorderseite ist allerdings nur zu einem Teil erhalten.

### Prinz Johann Georg-Sammlung
Namensgeber dieser Sammlung ist Prinz Johann Georg, Herzog zu Sachsen und Bruder Friedrich Augusts, des letzten regierenden Königs von Sachsen. Johann Georg bereiste zu Beginn des 20. Jahrhunderts mehrfach den Vorderen Orient und erwarb dort zahlreiche Gegenstände: Die Sammlung umfasst schwerpunktmäßig mittelalterliche Ikonen, Aegyptiaca (Mumienporträts) sowie byzantinische und koptische Kunst. Das Land Rheinland-Pfalz erwarb die Sammlung 1949/50 auf Veranlassung von Friedrich Gerke und überließ sie dem Kunstgeschichtlichen Institut der Universität Mainz. Seit 1981 befindet sich die Sammlung als Dauerleihgabe im Landesmuseum Mainz. Die Sammlung ist zurzeit (Stand 2014) nicht ausgestellt.

### Mittelalter-Abteilung

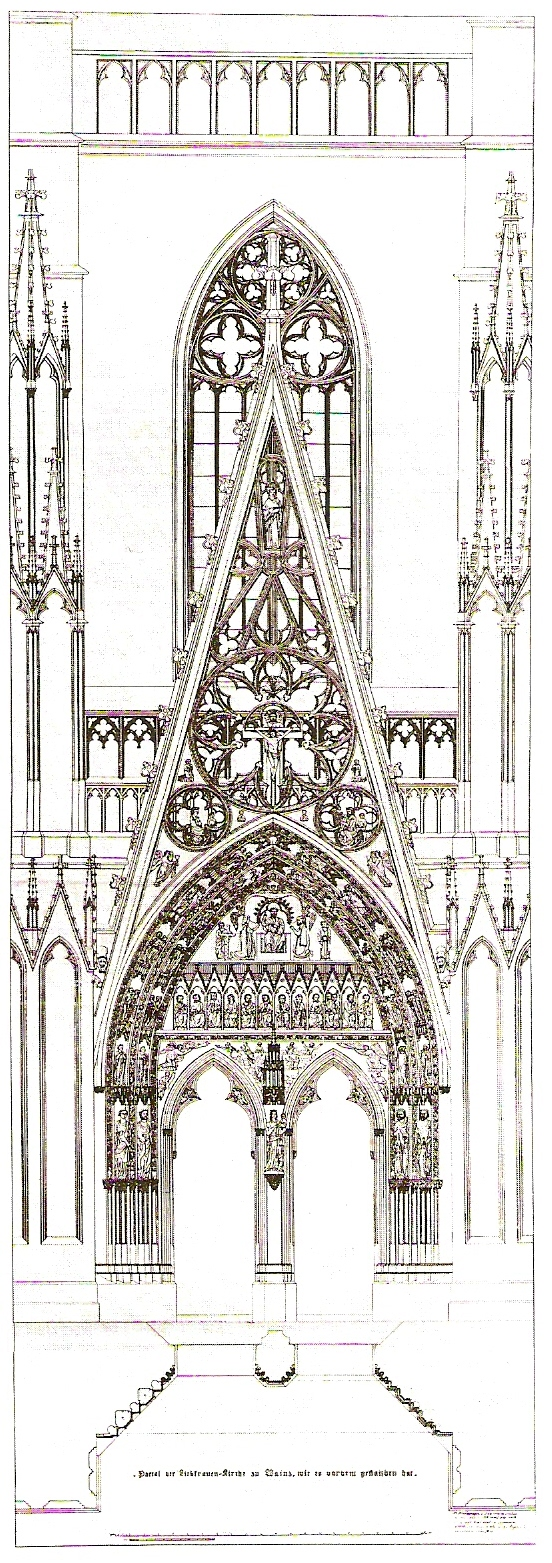
Ostportal der Liebfrauenkirche

Die Mittelalter-Abteilung umfasst den Zeitraum von ca. 500 bis 1500 und besteht aus einem frühmittelalterlichen (5. bis 10. Jahrhundert) und einen hoch- und spätmittelalterlichen Teil (10. bis 16. Jahrhundert). Ausstellungsstücke der Abteilung sind im frühmittelalterlichen Bereich Einzelfunde aus archäologischen Ausgrabungen sowie im Hoch- und Spätmittelalter vor allem Kunstwerke aus Mainz und seiner näheren Umgebung. Dazu zählen Bauplastiken von nicht mehr existierenden Mainzer Gebäuden wie z. B. der „Mainzer Kurfürstenzyklus“ vom Kaufhaus am Brand aus dem frühen 14. Jahrhundert oder der gotische Figurenschmuck des Portals der bei der Beschießung von Mainz durch die Preußen 1793 stark beschädigten und 1803 bis 1807 abgerissenen Liebfrauenkirche. Auch Tafelgemälde vor allem aus der Zeit des Spätmittelalters aus Mainz und Rheinhessen sind hier zu sehen.
Zu den hervorzuhebenden Ausstellungsstücken gehören:

#### Byzantinischer Spangenhelm aus dem Fürstengrab von Planig
Aus einem 1939 bei Planig in der Nähe von Bad Kreuznach gefundenen fränkischen Grab stammt der ausgestellte Spangenhelm Typ Baldenheim (Inv. Nr. 39/9). Aufgrund der reichen Ausstattung des Grabes wird es als Fürstengrab von Planig angesprochen; neben dem Helm fand man noch eine reichhaltige Waffenausstattung mit Schild, Lanze, Streitaxt, Wurfspeer und einem kostbar verzierten Schwert. Der reich ornamentierte und gut erhaltene Helm mit Goldverzierung dokumentierte als Würdezeichen den hohen Rang des Trägers. Seit 2010 wird der Spangenhelm im Kontext mit den anderen Grabfunden und einer Rekonstruktion der Grablege in einem eigenen Ausstellungsraum gezeigt.

#### Große Adler-/Pfauenfibel
Die so genannte Große Adler-/Pfauenfibel (Inv. Nr. 0/1518) stammt aus einem 1880 in Mainz bei Kanalarbeiten gemachten Einzelfund, der fälschlicherweise zusammen mit 24 bis 26 anderen Einzelstücken anderer Herkunft aber gleicher Zeitstellung unter dem Namen „Schatz der Kaiserin Gisela“ (auch „Schmuck der Kaiserinnen“) bekannt wurde. Das Mainzer Altertumsmuseum, Vorgängereinrichtung des Landesmuseums Mainz, kaufte die Fibel direkt nach ihrem Auffinden für 700 Mark von einem Zwischenhändler an.
Die Sonderform einer Vogelfibel wird entweder auf die 2. Hälfte des 9. Jahrhunderts und damit in die spätkarolingische Zeit datiert oder später, in den Zeitraum 975 bis 1025. Damit wäre die Adler-/Pfauenfibel spätottonischer bzw. frühsalischer Zeit zuzuschreiben.
Ob die Große Adler-/Pfauenfibel zum Fundus von kaiserlichem (Krönungs)Schmucks gehört hat, kann letztendlich nicht wissenschaftlich bewiesen werden. Sicher ist jedoch, dass sie einer Persönlichkeit der damals herrschenden Elite gehörte und, alleine schon von der Symbolik her, eine außerordentliche präsentative Bedeutung hatte.

#### Elfenbeinmadonna
Die aus einem vollständigen Elfenbeinzahn geschnitzte thronende Madonna mit Christuskind (Inv. Nr. 0/1517) entstand ebenfalls um das Jahr 1000. Die Figur ist fast vollplastisch als Hochrelief aus dem Zahn herausgeschnitzt und lässt sich stilistisch mit den Großplastiken ottonischer und frühsalischer Zeit vergleichen, wobei byzantinische Einflüsse deutlich erkennbar sind. Wahrscheinlich diente die Figur als Frontverkleidung (Antependium) eines Altares oder schmückte den Buchdeckel eines liturgischen Werkes.

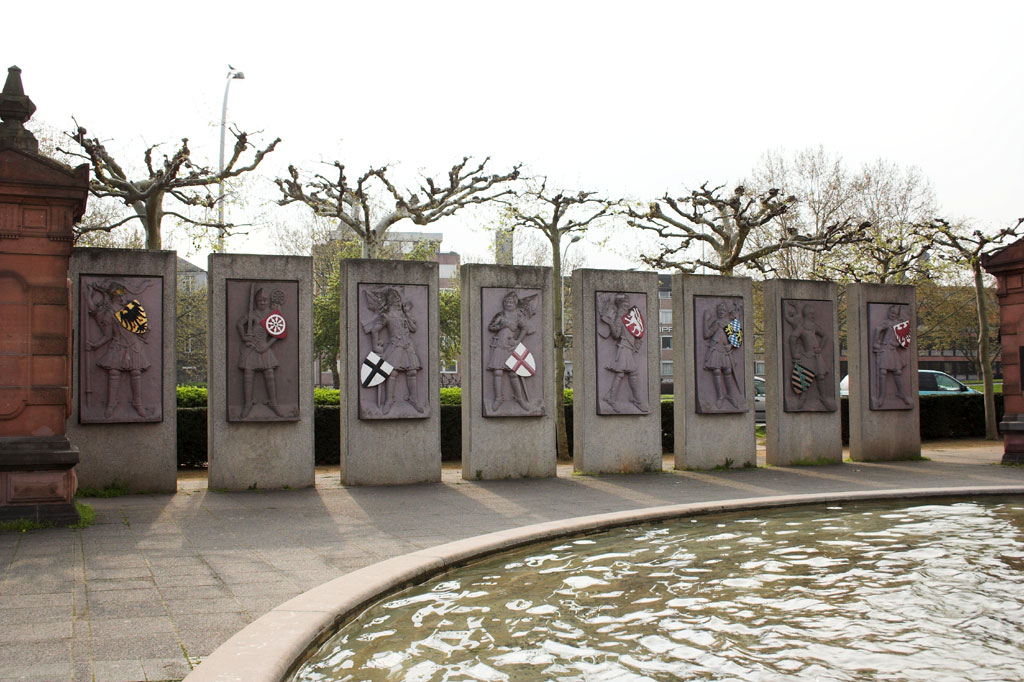
Kurfürstenzyklus – Nachbildung am Mainzer Rheinufer

#### Mainzer Kurfürstenzyklus
Es handelt sich um Reliefzinnen vom ehemaligen Kaufhaus am Brand. Diese zeigen den Schutzpatron von Mainz, St. Martin zu Pferd, den römisch-deutschen König Ludwig der Bayer und die sieben Kurfürsten (die Erzbischöfe von Mainz, Köln, Trier, den König von Böhmen, den Pfalzgrafen bei Rhein, den Herzog von Sachsen und den Markgrafen von Brandenburg). Die Sandsteinreliefs gehören zum ältesten Bestand des Landesmuseums Mainz. Nachdem das frühgotische Kaufhaus am Brand bei der Belagerung von Mainz (1793) beschädigt worden war, wurde das Gebäude zu Beginn des 19. Jahrhunderts abgerissen, wobei die Reliefbilder zuvor geborgen wurden. Bemerkenswert ist neben dem recht guten Erhaltungszustand die detailgenaue zeitgenössische Darstellung von Rüstung und Bewaffnung der Personen.

#### Gemäldezyklus „Mainzer Marienleben“
Der neunteilige Bilderzyklus des so genannten „Mainzer Marienleben“ zeigt Darstellungen aus dem Leben der Gottesmutter Maria. Da einige wichtige Abschnitte (wie z. B. Geburt, Himmelfahrt oder Krönung) fehlen, geht man davon aus, dass der Zyklus nicht vollständig erhalten ist. Die Gemälde stehen in der Formensprache der Entstehungszeit um 1500 und zeigen modische Kleidungsstücke und Gebrauchsgeräte dieser Zeit. Der Bilderzyklus gehört zu den Werken des Landesmuseums mit großer internationaler Bedeutung. Der Zyklus wird dem „Hausbuchmeister“ beziehungsweise verschiedenen Künstlern aus der so genannten „Hausbuchmeister-Werkstatt“ zugeschrieben und ist seit dem 17. Jahrhundert in Mainz nachzuweisen.

#### Darstellungen der Heiligen Andreas und Columba
Das Tafelgemälde mit den Darstellungen der Heiligen Andreas und Columba datiert ebenfalls in die Zeit des Hochmittelalters. Es handelt sich um den rechten Seitenflügel eines Triptychons; der linke Seitenflügel befindet sich heute in der National Gallery in London. Die Tafel wird dem Kölner „Meister des Bartholomäus-Altars“ zugeschrieben und gilt als Vertreter der Hochblüte des spätmittelalterlichen Kunstschaffens am Übergang zur Renaissance.

### Renaissance-Abteilung und Niederländische Malerei
Zwei Meisterwerke der Renaissance-Abteilung bilden für die italienische Malerei das Gemälde „Madonna mit Christuskind“ von Lorenzo di Credi und für die deutsche Malerei „Adam und Eva“, eine vermutlich von Hans Baldung ausgeführte Kopie des berühmten Werkes von Albrecht Dürer, welches sich heute im Prado in Madrid befindet.
Beide Werke gehören zur „Französischen Schenkung“: Sie waren von Kunstkommissaren der französischen Revolutionsarmee an verschiedenen Orten beschlagnahmt und nach Paris gebracht worden; zusammen mit 34 weiteren Bildern wurden sie aufgrund eines Dekrets des Innenministers Jean-Antoine Chaptal 1803 nach Mainz überwiesen und gehören somit zum Grundstock der heutigen Gemäldesammlung des Mainzer Landesmuseums.

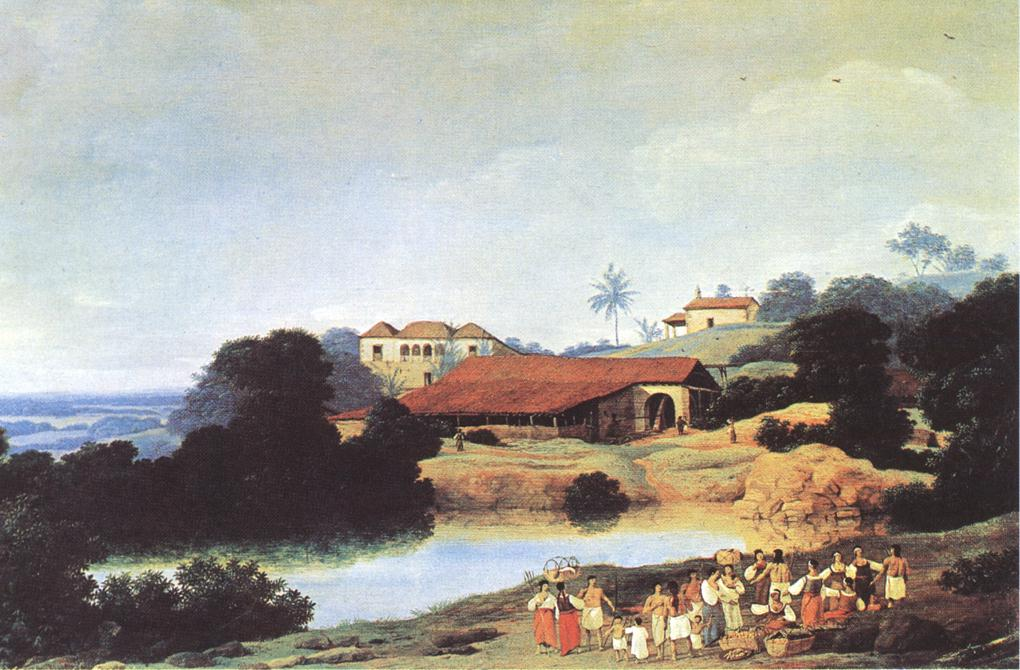
Franz Post: Brasilianische Landschaft, 1652

Die Sammlung Niederländischer Malerei im Landesmuseum Mainz besteht aus Gemälden verschiedener Malerei-Schulen der Niederlande und Flandern.
Beispiele besonders nennenswerter Gemälde der Sammlung sind ein Peter Binoit (* um 1590; † 1632) zugeschriebenes Gemälde „Blumenstück“ (Inv. Nr. 83). Das um 1620 wahrscheinlich in Hanau – einer 1597 vom Grafen von Münzenberg-Hanau gegründeten Siedlung für Glaubensflüchtlinge aus den südlichen Niederlanden und der Wallonie – entstandene Bild bedient sich des zu damaliger Zeit beliebten Sujets der Malerei von Blumensträußen aus nicht gleichzeitig blühenden Blumen, welches neben der korrekten Wiedergabe botanischer und zoologischer Details auch eine ausgeklügelte künstlerische Symbolsprache – in toto für die Vergänglichkeit des Lebens – bot. Paul de Vos (um 1591–1678) großformatiges Bild „Allegorie der ehelichen Treue“ (Inv. Nr. 73) entstand um 1650. Auch dieses Gemälde gehörte zu der 1803 von den Franzosen nach Mainz geschickten Bildersammlung. Es trug damals den Titel „Frau im Geflügelhof“; da dem Bild aber eine deutliche Bildsymbolik vor allem bei der Wahl der Tiere und deren moralischen Bedeutung(en) innewohnt, wurde es in der Mainzer Gemäldesammlung neu betitelt. Ein um 1640 entstandenes „Stillleben“ (Inv. Nr. 598) von Willem Claeszoon Heda (1593/94–1680/82) vertritt ebenfalls diese Stilrichtung. Heda gilt als einer der wichtigsten Vertreter der holländischen Stilllebenmalerei. Auch dieses Bild bedient sich einer tiefgehenden Symbolsprache, wie sie zur Zeit des Barock beliebt war. Zu erwähnen ist auch ein Bild des Frans Post, entstanden während seines Brasilien-Aufenthalts.

### Französische Malerei des 17. und 18. Jahrhunderts

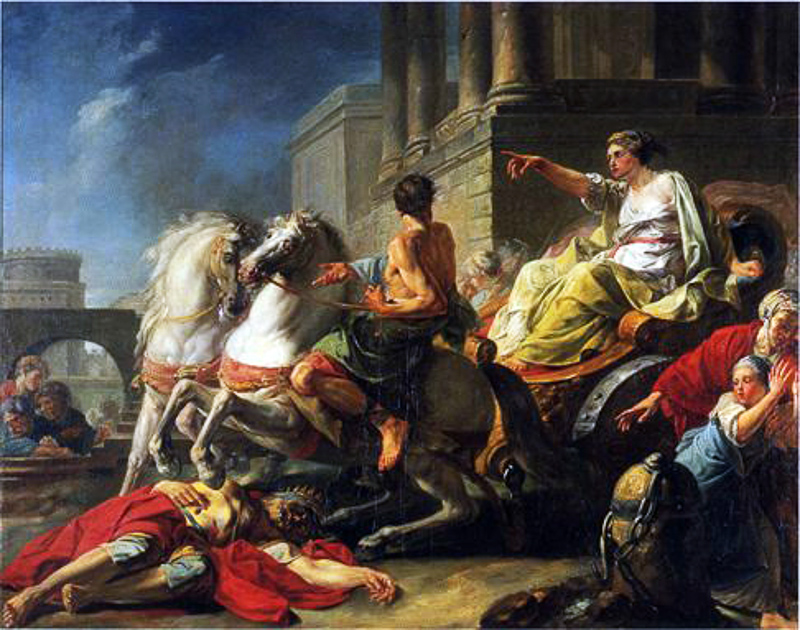
Jean Bardin: Tullia fährt über die Leiche ihres Vaters, 1765

- Philippe de Champaigne (1602–1674), Landschaft mit der Heiligen Pélagie, die sich in die Einsamkeit zurückzieht,
- Jacques-François Amand (1730–1769), Samson und Delila
- Jean Bardin (1732–1809), Tullia fährt über die Leiche ihres Vaters

### Gemäldesammlung 19. und 20. Jahrhundert
Die Sammlung von Gemälden des 19. Jahrhunderts entstand hauptsächlich durch das Wirken des bereits 1823 in Mainz gegründeten „Vereins für Literatur und Kunst“. Der Verein erwarb von 1831 bis 1885 zahlreiche Bilder, die der Städtischen Gemäldegalerie übereignet wurden. Man berücksichtigte hauptsächlich regionale Maler, so z. B. die Brüder Johann Caspar und Georg Schneider mit ihren idealen Rheinlandschaften, Stadtansichten von Mainz und Porträts. In der Sammlung des 19. Jahrhunderts finden sich auch Werke von Mainzer Malern. Gezeigt werden Werke von Philipp Veit, der im Alter ehrenamtlicher Direktor der Mainzer Gemäldegalerie wurde und ihr auch seinen künstlerischen Nachlass vermachte. Benjamin Orth, von dem eine Reihe von Porträts gezeigt wird, gilt als der führende Bildnismaler des Mainzer Bürgertums zwischen Biedermeier und Gründerzeit. Zuletzt weist die Sammlung auch Werke seines Zeitgenossen, des Historienmalers Wilhelm Lindenschmit der Ältere auf.
Ab der Mitte des 19. Jahrhunderts stifteten und vermachten häufig wohlhabende Mainzer Bürger Gemälde oder Gemäldesammlungen der damaligen Städtischen Gemäldegalerie. Dadurch wurde die zuerst regionale Ausprägung der Sammlung aufgehoben, und auch Arbeiten der „Düsseldorfer Schule“ und der „Münchner Schule“ kamen zur Sammlung hinzu.
Von besonderer Bedeutung sind auch die Bestände des Museums zur Kunst der Nazarener.
Die Sammlung von Gemälden des 20. Jahrhunderts weist sowohl Werke regionaler wie auch international bekannter Maler auf. Das Landesmuseum Mainz (Max Slevogt-Galerie) bewahrt den reichsten Bestand an Werken von Max Slevogt, ein Vertreter des sog. „deutschen Impressionismus“. Dieser wurde zuletzt durch den Ankauf des grafischen Nachlasses des Künstlers umfassend erweitert. Als zentrale Forschungsstelle für die wissenschaftliche Bearbeitung des Œuvre des Künstlers, wurde dort das Max Slevogt Forschungszentrum gegründet. Eine Auswahl der Gemälde aus dem Nachlass wird in der zum Landesmuseum Mainz gehörenden Max Slevogt-Galerie in Schloss Villa Ludwigshöhe bei Edenkoben in einer Dauerausstellung gezeigt. Die auch aus der Pfalz stammenden Maler Friedrich Ferdinand Koch und Heinrich von Zügel sind ebenfalls mit eigenen Werken vertreten. Die Werke des in Speyer geborenen und in Paris von Henri Matisse beeinflussten Malers Hans Purrmann bilden einen weiteren Schwerpunkt der Sammlung. Ein Vertreter des Orientalismus ist das Werk „Rast in der Wüste“ von Eugen Bracht.
Zu den ausgestellten Werken international bekannter Künstler gehören Werke von Max Liebermann und Lovis Corinth. Corinths 1907 gemaltes Werk „Gefangennahme Simsons“ kam 1920 durch Schenkung in die Sammlung. Pablo Picassos Werk „Frauenkopf“ aus der Anfangsphase des Kubismus gehörte neben weiteren Werken französischer Künstler zu einer Schenkung von Mitgliedern der französischen Besatzungs-Behörden zu Beginn der 50er Jahre. Einen Schwerpunkt der Sammlung der Gemälde des 20. Jahrhunderts bildeten bis 2010 die „Material-Bilder“ des spanischen Malers Antoni Tàpies. Diese befanden sich als Dauerleihgaben aus Privatbesitz im Museum; Tàpies ist aber auch im hauseigenen Bestand vertreten.

### Graphische Sammlung
Die Graphische Sammlung besteht aus ca. 45.000 Blättern und ist die umfangreichste in Rheinland-Pfalz. Sie setzt sich zusammen aus Aquarellen, Handzeichnungen, Druckgraphiken, Künstlerautographen und alten Fotografien. Die Sammlungsstücke stammen aus einem Zeitraum, der fünf Jahrhunderte umschließt, und beginnt mit dem 15. Jahrhundert. Schwerpunkt der Sammlung ist der Zeitraum der deutschen Romantik im 19. Jahrhundert.
Der Grundstock für die Graphische Sammlung in ihrer heutigen Form wurde 1895 gelegt. In diesem Jahr wurden entsprechende Einzelsammlungen der Stadtbibliothek und der Gemäldegalerie zu einem Kupferstichkabinett im Kurfürstlichen Schloss vereint. Die Graphische Sammlung wurde immer wieder mit Schenkungen bedacht, so z. B. durch das Vermächtnis des Mainzer Oberbürgermeisters Alexis Dumont 1885, dessen Sammlung den Grundstock der Abteilung der Druckgraphiken bilden sollte. Die ca. 13.400 Blätter umfassende Sammlung des Mainzer Justizrates Adolf Laské von 1903 war ebenfalls ein Vermächtnis an das Museum. Sie bedeutete eine Erweiterung der druckgraphischen Sammlung um Exponate des 16. bis späten 19. Jahrhunderts.
Erst nach 1900 wurde die Sammlung professionell betreut und es fand eine systematische Ankaufspolitik statt. Es folgte der Ankauf von Blättern bedeutender zeitgenössischer deutscher Graphiker wie Max Klinger, Käthe Kollwitz und Max Liebermann. In den 20er und frühen 30er Jahren wurde die Sammlung um bedeutende Druckgraphiken des deutschen Expressionismus erweitert. Diese Werke fielen allerdings 1937 der Aktion „Entartete Kunst“ des nationalsozialistischen Regimes zum Opfer. Während des Zweiten Weltkrieges wurde die Graphische Sammlung nach Thüringen ausgelagert. In dieser Zeit gingen wichtige Werke wie z. B. Graphiken von Albrecht Dürer verloren.
1950 schenkte der französische Hohe Kommissar André François-Poncet dem Museum Blätter von Edgar Degas, Paul Signac, Alfred Sisley und Pablo Picasso, um der Arbeit des Museums in der Nachkriegszeit neue Impulse zu verleihen. Die folgenden Jahre waren allerdings von Stagnation und nur wenigen Zukäufen geprägt. Erst ab Anfang der 1990er Jahre wurden wieder geeignete Rahmenbedingungen für den Ausbau der Sammlung und eine adäquate wissenschaftliche Betreuung und Bearbeitung der Sammlungsstücke hergestellt.
Zu den besonders hervorzuhebenden Ausstellungsstücken gehören:

#### Blätter aus dem „Missale Hallense“ (Miniaturenwerk)
Die Blätter aus dem „Missale Hallense“ (Inv. Nr. GS 1919/75) sind Teile des liturgischen Miniaturenwerks Missale Hallense. Es entstand 1524 und wurde von Nikolaus Glockendon (*?; † 1534) im Auftrag des Mainzer Erzbischofs und Kurfürsten Albrecht von Brandenburg angefertigt. In der Graphischen Sammlung befinden sich vier vollständige Seiten und mehrere herausgeschnittene Initialen.

#### „Mainz von Süden“ (Aquarell)
Das Aquarell „Mainz von Süden“ (Inv. Nr. GS 1994/62) wurde 1817 von dem englischen Maler William Turner (1775–1851) gemalt. Turner besuchte im August 1817 im Rahmen einer Rheinreise auch Mainz, das er in diesem Aquarell von seiner Südansicht her zeigt. Wahrscheinlich entstand das Bild aber erst später in London, wobei sich Turner aber wohl an vor Ort angefertigten Handskizzen orientierte.

#### „Das Chorgestühl des Mainzer Domes“ (Gouache)
„Das Chorgestühl des Mainzer Domes“ (Inv. Nr. GS 1959/18) ist eine 1869 entstandene Gouache von Adolph von Menzel (1815–1905). Zeitgleich malte Menzel noch eine Ölskizze und eine weitere Gouache zu diesem Thema. Das Landesmuseum Mainz erwarb die Gouache 1959: Es handelt sich um eine der wenigen über die Region hinaus bekannten Neuerwerbungen der Nachkriegszeit.

#### „Die Frau im Bade“ (Pastell)
Eines der 1950 von dem französischen Hohen Kommissar dem Museum geschenkten Werke war das Pastell „Die Frau im Bade“ (Inv. Nr. GS 1950/3) von Edgar Degas (1834–1917). Das Werk wird um 1900 und damit in Degas späte Schaffensphase datiert.

#### „Hilf! Schlange ist da/ kann nicht!“ (Zeichnung)
Das 1932 entstandene expressionistische Werk „Hilf! Schlange ist da/ kann nicht!“ (Inv. Nr. GS 1993/121) von Paul Klee (1879–1940) ist eines der wenigen Werke dieses Kunststils in der Graphischen Sammlung. Es entstand in der nur zwei Jahre andauernden Tätigkeit Klees an der Düsseldorfer Akademie bis zu seiner Entlassung durch die Nationalsozialisten 1933. Die Zeichnung gehört zu den dort entstandenen, von Klee selbst als „psychische Improvisationen“ bezeichnete Reihe von Zeichnungen.

### Sammlung Mainzer Barock

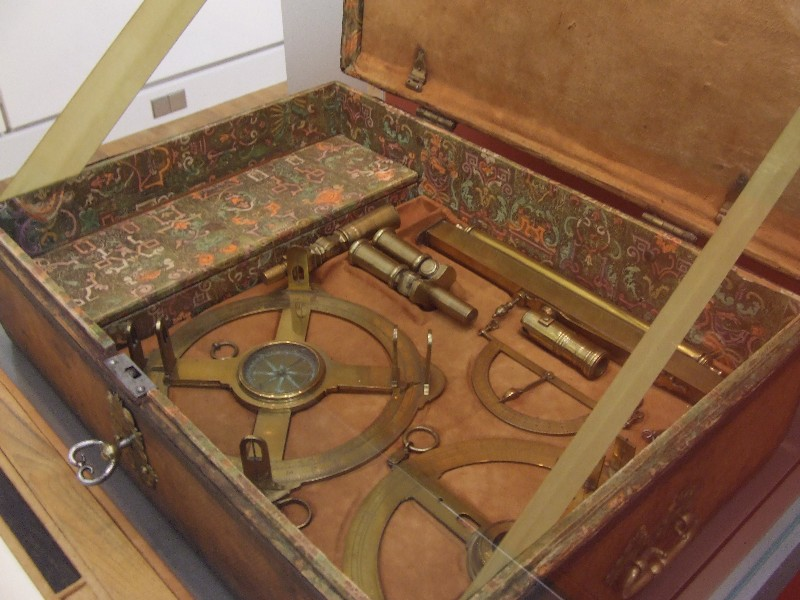
Messbesteck des Maximilian von Welsch

Entsprechend der Bedeutung von Mainz in der Barockzeit, aber auch dem Museumsgebäude selbst besitzt das Landesmuseum Mainz eine eigene Sammlung zur Mainzer Barockzeit. Nachdem die Verwüstungen des Dreißigjährigen Krieges und des Pfälzischen Erbfolgekrieges 1689 überstanden waren, begann für Mainz unter dem Kurfürsten Johann Philipp von Schönborn eine über hundertjährige Blütezeit.
Ausgestellte Exponate sind Skulpturen, Möbel und Porzellane des 17. und 18. Jahrhunderts aus Deutschland, Frankreich, den Niederlanden und Italien. Neben einer Gemäldesammlung aus dieser Zeit mit vielen Werken der 1803 erfolgten „Französischen Schenkung“, aber auch der kurfürstlichen Hofmaler dieser Zeit finden sich hier auch Möbelstücke bekannter Möbelmacher der Mainzer Schreinerzunft wie z. B. der von Peter Schuß (um 1730–1773) 1762–1763 als Meisterstück gefertigte Schreibschrank (sog. „Cantourgen“).
Einer der Schwerpunkte der Sammlung Mainzer Barock sind die Porzellane aus der kurfürstlichen Porzellanmanufaktur in Höchst. In der Sammlung befinden sich sowohl Einzelfiguren wie auch thematisch zueinander passende Gruppen, so z. B. der ganze Hofstaat des Kaisers von China.
Teil der Sammlung sind auch Ausstellungsstücke zur Mainzer Stadtgeschichte. Hier werden die bereits erwähnten Porträts der Mainzer Kurfürsten oder die Kupferstiche von Salomon Kleiner mit der Darstellung des Lustschlosses Favorite ausgestellt. Werke des kurfürstlichen Hofbildhauers Franz Matthias Hiernle und seiner ihm nachfolgenden Söhne finden sich hier ebenso wie zwei großmaßstäbliche Holzmodelle des Lustschlosses Favorite (im Bauzustand ca. 1725) und der Liebfrauenkirche. Von dem Mainzer Architekten und Militär Maximilian von Welsch wird der so genannte Welsch-Koffer ausgestellt. Es handelt sich dabei um einen vollständig erhaltenen Messbesteck- und Reißzeugkoffer des Architekten, gefertigt vor 1714 wahrscheinlich in Paris. Umfang und Qualität der kostbaren Ausstattung dokumentieren den hohen gesellschaftlichen Rang Welschs im kurfürstlichen Mainz.

### Judaica
Die Sammlung Judaica repräsentiert die 1000-jährige Geschichte des jüdischen Magenza. Ältestes Exponat der Sammlung ist der Grabstein des Jehuda ben Schne‘or. Das Todesjahr ist in der Inschrift mit 1049 angegeben, womit der Grabstein des alten Jüdischen Friedhofs in Mainz der älteste noch lesbare jüdische Grabstein Mitteleuropas ist.
Die überwiegende Anzahl der Exponate sind allerdings jüdische Kultgegenstände des 18. und 19. Jahrhunderts. Die Gold- und Silberschmiedearbeiten stammen aus der Sammlung des 1925 gegründeten „Vereins zur Pflege jüdischer Altertümer in Mainz“. Sie wurden von 1926 an in einem „Museum jüdischer Altertümer“ in einem Seitentrakt der 1912 eingeweihten Hauptsynagoge in der Mainzer Neustadt ausgestellt. Das Museum wurde 1933 von den Nationalsozialisten geschlossen. Der wegen seiner jüdischen Abstammung des Amtes enthobene Konservator der Gemäldegalerie, Rudolf Busch, versteckte die wertvollsten Gegenstände der Sammlung in einer mit einem Hakenkreuz gekennzeichneten Holzkiste im Depot der Gemäldegalerie und rettete damit die wertvolle Sammlung: 1958 wurde sie wieder aufgefunden. Als Sammlung „Judaica“ wurden die Kultgegenstände 1983 als Dauerleihgabe der Jüdischen Gemeinde Mainz im Museum der Öffentlichkeit wieder zugänglich gemacht.

## Museumspädagogik, Veranstaltungen und Förderung
Das Interesse von jüngeren Museumsbesuchern an dem Museum und seinen Exponaten wird durch verschiedene Aktionen unter dem Aspekt der modernen Museumspädagogik gefördert. Ein eigener Erlebnisraum im Museum vermittelt Kindern und Jugendlichen in spielerischer Weise Wissen zu den verschiedenen Epochen der ausgestellten Funde und Werke. Auf der Internetpräsenz gibt es eigene Bereiche für Kinder mit einem eigens dafür kreierten Maskottchen, Kelti dem Keltenhund (der ausgestellten keltischen Tierfigur nachgebildet). Weitere museumspädagogische Aktionen finden z. B. im Rahmen des offiziellen Ferienprogrammes der Stadt Mainz statt. Im regulären Programm der Museumspädagogik sind wöchentliche Kursangebote für 5- bis 8-jährige und für Kinder ab 8 Jahren. Für Kindergärten und Schulklassen aller Schularten bietet die Museumspädagogik ein eigenes Programm mit wechselnden Themenschwerpunkten an.
Das Museum bietet seinen Besuchern zahlreiche Audioguides an, etwa Führungen zu den Highlights des Hauses auf Deutsch, Englisch, Französisch, Italienisch und Spanisch, Führungen für Blinde und Sehbehinderte sowie Videoguides für Gehörlose und Hörbehinderte, jedoch (Stand 11. März 2018) keine Audioguides für Kinder.
Neben dem regulären Vortrags- und Führungsprogramm gibt es weitere spezielle Veranstaltungen: Einmal monatlich findet beispielsweise eine so genannte Publikumsberatung statt, bei der Wissenschaftler eine Begutachtung von Kunst und Kulturgütern aus den Bereichen Archäologie, Malerei, Graphik, Plastik und Kunsthandwerk anbieten. Zweimal wöchentlich gibt es die „Kunst in der Mittagspause“: In einer halben Stunde referieren Wissenschaftler des Museums vor kunstinteressiertem Publikum jeweils über ein ausgewähltes Einzelstück bzw. ein dazu ausgewähltes Thema.
Seit 1965 gibt es einen Förderverein für das Landesmuseum Mainz, den Verein der Freunde des Landesmuseums Mainz e. V. (damals noch als „Freunde des Altertumsmuseum und der Gemäldegalerie der Stadt Mainz“ gegründet). Mit seinen über 400 Mitgliedern unterstützt er das Museum ideell und materiell beim Ankauf von Kunstwerken, bei Publikationen und in der Öffentlichkeitsarbeit wie z. B. bei Vorträgen, Führungen und sonstigen Veranstaltungen.

## Förderverein
Der Verein der Freunde des Landesmuseums Mainz e. V., gegründet am 25. Mai 1965, fördert das Museum finanziell und ideell und bietet seinen Mitgliedern ein umfangreiches Veranstaltungsprogramm an. Ferner fördert er Ankäufe und Restaurierungen von Kunstwerken und unterstützt Publikationen und Kataloge.

## Sonder- und Wechselausstellungen
- 2015/16: Mainz – ein Blick, viele Ansichten (eine Ausstellung der Landesdenkmalpflege und des Landesmuseums Mainz (Generaldirektion Kulturelles Erbe Rheinland-Pfalz))
- 2016: Ein Stück norddeutscher Himmel. Emil Nolde und die Künstler der Brücke (eine Kooperation mit dem Museumsberg Flensburg)
- 2016: Friedrich Pützer – Bauten und Projekte.[21]
- 2016/17: Rheinhessen. Eine Kulturreise durch zwei Jahrtausende Themeninsel-Präsentation zum Jubiläum „200 Jahre Rheinhessen“
- 2016: Herbert Piel Ankunft: Rheinland-Pfalz
- 2017: Landesausstellung vorZEITEN – Archäologische Schätze an Rhein und Mosel (anlässlich des 70-jährigen Jubiläums der Landesarchäologie)
- 2017: Kabinettausstellung in der Graphischen Sammlung: Peter Ackermann „Utopische Landschaften“
- 2018/19: Ein Tag am Meer. Slevogt, Liebermann & Cassirer
- 2018/19: als Interventionen in der Dauerausstellung und im Innenhof: Madeleine Dietz: Korrespondenzen Skulpturen, Installationen, Malerei
- 2019: viele wege – ein ziel. 50 Jahre Berufsverband Kunsthandwerk in Rheinland-Pfalz
- 2019/20: bauhaus – form und reform. von der reformbewegung des kunstgewerbes zum wohnen mit ikonen
- 2019/20: Egon Hartmann und der Wiederaufbau von Mainz
- 2020/21: Die Kaiser und die Säulen ihrer Macht
- 2022: AVREA MAGONTIA. Mainz im Mittelalter
- 2022/23: High Tech Römer. Das Phänomen römischer Erfindungen

## Filme
- Landesmuseum Mainz (= Museums-Check. Folge 89). Reportage, 30 Min., Moderation: Markus Brock, Produktion: 3sat. Erstausstrahlung: 2. März 2025.[22]